# قراز سالفيني
 قراز سالفيني (الاسم العلمي:Mitu salvini) هو نوع من الطيور يتبع جنس القراز ميتو من فصيلة القرازية.